# إيسيكاي كوارتيت
إيسيكاي كوارتيت (باليابانية: 異世界かるてっと، بالروماجي: Isekai Karutetto) (بالإنجليزية: Isekai Quartet)‏ هو مسلسل. أنمي تلفزيوني من إخراج وتأليف مينورو آشين، ومن إنتاج استوديو استوديو بويوكاي، عرض الأنمي في 9 أبريل عام. 2019 حتى 25 يونيو 2019،وتكون من 12 حلقة. عرض الموسم الثاني في 14 يناير 2020 حتى مارس 2020.

## القصة
تدور أحداث القصة عن زر سحري يظهر فجأة في كونوسوبا وأوفرلورد وري: زيرو وملحمة تانيا الآثمة، كلهم ضغطوا على الزر، عن غير قصد وأنتقلوا إلى عالم موازي، حيث تبدأ قصة جديدة في المدرسة الثانوية. وسرعان ما انضم إليهم أبطال نهوض بطل الدرع والبطل الحذر.

## الشخصيات

### كونوسوبا
كازوما يايتو
مؤدي الصوت: جون فكشيما
آكوا
مؤدية الصوت: سورا أماميا
ميغومين
مؤدية الصوت: ريي تاكاهاشي
داركنيز
مؤدية الصوت: آي كايانو
تشيرز
مؤدية الصوت: أياكا سوا
فنبر
مؤدي الصوت: ماساكازو نيشيدا
يونيون
مؤدية الصوت: أكي تويوساكي
تشوموسوكي
مؤدية الصوت: هيتومي ناباتامي
ويز
مؤدية الصوت: يوي هوريه
روفيان
مؤدي الصوت: تيتسو إينادا

### أوفرلورد
أينز أوال غون
مؤدي الصوت: ساتوشي هينو
ألبيدو
مؤدي الصوت: يومي هارا
شالتيار بلودفالن
مؤدي الصوت: سوميري أويساكا
أورا بيلا فيورا
مؤدية الصوت: إميري كاتو
ماري بيلو فيوري
مؤدية الصوت: يومي أوتشياما
ديميورغي
مؤدي الصوت: ماسايوكي كاتو
كوكيتسو
مؤدي الصوت: كينتا مياكي
هامسوكي
مؤدي الصوت: أكينو واتانابي
'يوري ألبها
مؤدية الصوت: هيرومي إغاراشي
لوبوسريغينا بيتا
مؤدية الصوت: ميكاكو كوماتسو
ناربيرال غاما
مؤدية الصوت: مانامي نوماكورا
سي زد 2128 ديلت
مؤدية الصوت: أسامي سيتو
سلونشن إيبسلون
مؤدية الصوت: أياني ساكورا
إينتوما فاسيليسا زيتا
مؤدية الصوت: كي شيندو
باندورراس أكتور
مؤدي الصوت: مامورو ميانو
سيباستيان
مؤدي الصوت: شيغيرو تشيبا
كيوهوكو
مؤدي الصوت: هيروشي كاميا

### ري: زيرو
سوبارو ناتسوكي
مؤدي الصوت: يوسكي كوباياشي
إيميليا
مؤدية الصوت: ريي تاكاهاشي
بوك
مؤدية الصوت: يومي أوتشياما
رَيم
مؤدية الصوت: إينوري ميناسي
رام
مؤدية الصوت: ريه موراكاوا
بياتريس
مؤدية الصوت: ساتومي أراي
روسوال إل ماثيرز
مؤدي الصوت: تاكيهيتو كوياسو
فيلت
مؤدية الصوت: تشيناتسو أكاساكي
رينهارد فان أستريا
مؤدي الصوت: يويتشي ناكامورا
جوليوس إيوسليوس
مؤدي الصوت: تاكويا إغوتشي
أويهيلم فان أستريا
مؤدي الصوت: كينيو هوريوتشي
بيتلغيس روماني-كونت
مؤدي الصوت: يوشيتسوغو ماتسوؤكا

### ملحمة تانيا الآثمة
تانيا فون ديغورينشاف
مؤدية الصوت: آوي يوكي
فيشا
مؤدية الصوت: ساوري هايامي
ماثيوس جوهان ويس
مؤدي الصوت: دايكي هامانو
فورين غرانتز
مؤدي الصوت: يوسكي كوباياشي
ويليباد كوينغ
مؤدي الصوت: جون كاساما
رهينير نيومان
مؤدي الصوت: دايتشي هاياشي
إيريتشي فون ريروغين
مؤدي الصوت: شينيتشيرو ميكي
كورت فان روديسدوف
مؤدي الصوت: تيشو غيندا
هانز فون زيتور
مؤدي الصوت: هوتشو أوتسوكا
أديلهيد فون ستشوغيل
مؤدي الصوت: نوبوؤو توبيتا

### نهوض بطل الدرع
ناوفومي إيواتاني
مؤدي الصوت: كايتو إيشيكاوا
رافتاليا
مؤدية الصوت: أسامي سيتو
فيلو
مؤدي الصوت: رينا هيداكا

### البطل الحذر
سيا ريوغوين
مؤدي الصوت: يويتشيرو أوميهارا
ريستارت
مؤدي الصوت: أكي تويوساكي

## وصلات خارجية
- الموقع الرسمي باللغة اليابانية
- إيسيكاي كوارتيت على موقع IMDb (الإنجليزية)
- إيسيكاي كوارتيت على موقع فيلمافينيتي (الإسبانية)
- إيسيكاي كوارتيت على موقع قاعدة بيانات الفيلم (الإنجليزية)
- إيسيكاي كوارتيت على موقع ANN anime (الإنجليزية)